# DUAL (7ORDERのアルバム)
『DUAL』（デュアル）は、7ORDERの3枚目のフルアルバム。
2023年3月8日、日本コロムビアより発売された。

## 概要
前作の「Re:ally?」から1年ぶりの新作となっており、バンドとダンスの二面性を表現しており1曲目の収録されている、「Who I Am」はメンバーの真田佑馬が作詞作曲編曲を務めており、2023年2月8日に先行配信されている。シングル「レスポール」「Power」「Growing up / 爛漫」とカップリング曲に加え、新曲6曲を含む全12曲を収録。2025年1月22日に発売されるミニアルバム「EGG」が出るまで約1年発売されなかった。
第1弾アルバム発表に続きアルバム収録とタイトルが解禁された新曲は「Who I Am」「Edge」「Stunnin’」「Heavy」の4曲となった。その後次々と発表される形となった。また、CBCテレビ『地名しりとり～旅人ながつの挑戦～』エンディングテーマとして放送されている「F」と　メンバーの長妻怜央主演映画『犬、回転して、逃げる』主題歌、長妻怜央初ソロ・プロデュース曲の「なんとかやってますわ」とタイアップ作品が前作、前々作と増えた。また、2023年6月14日をもって脱退した森田美勇人の最後の作品でもある。
4月9日から5月11日および12日まで全国ホール&アリーナツアー「7ORDER LIVE TOUR 2023 DUAL」が開催された。

## リリース

### 初回限定盤（CD+DVD）・通常盤（CD Only）・FC限定盤（CD+DVD+PHOTOBOOK+GOODS）
- BOX仕様｜GOODS：オリジナルトランプ

### DVD収録内容（初回限定盤/FC限定盤のみ）・初回限定盤
- Who I Am -Music Video-

- Who I Am -MV Making Video-

### FC限定盤
- Who I Am -Music Video-
- DUAL -Making Video-
- Stunnin’ -Live At The Garage-
- F -Live At The Garage-
- Stunnin’ -Live At The Garage- （Kentaro Yasui Ver.）
- Stunnin’ -Live At The Garage- （Yuma Sanada Ver.）
- Stunnin’ -Live At The Garage- （Shoki Morohoshi Ver.）
- Stunnin’ -Live At The Garage- （Myuto Morita Ver.）
- Stunnin’ -Live At The Garage- （Keigo Hagiya Ver.）
- Stunnin’ -Live At The Garage- （Alan Abe Ver.）　Stunnin’ -Live At The Garage- （Leo Nagatsuma Ver.）

## 収録内容
1. Who I am - 2:52　　　　　　　　　　　　　　　　　                                                                                                                           
  - 作詞：Yuma Sanada、作曲：Yuma Sanada 、編曲 : Yuma Sanada
  - リード曲
  - 2023年2月8日に先行配信。
2. Power - 3:30
  - 3rdシングル。
  - テレビ朝日系列23局放送『BREAK OUT』オープニング曲。
3. Edge - 3:12
4. F - 3:46
  - CBCテレビ『地名しりとり～旅人ながつの挑戦～』エンディングテーマ。
5. レスポール - 3:11
  - 2ndシングル。
  - 阿部顕嵐主演映画『ツーアウトフルベース』主題歌。
6. 爛漫 - 4:56　
  - 4thシングル。
  - 安井謙太郎出演映画『死神遣いの事件帖 -月花奇譚-』主題歌。
7. なんとかやってますわ - 3;24
  - 長妻怜央のソロ・プロデュース曲。
  - 曲の途中には一部メンバーの掛け声のようなのが流れる。
  - 長妻怜央主演映画『犬、回転して、逃げる』主題歌。
8. Stunnin' - 3:30
9. Heavy - 3:21
10. Get Gold - 3:59
  - 3rdシングルのカップリング曲。
11. Growing up - 4:15
  - 4thシングル
  - TVアニメ『農民関連のスキルばっか上げてたら何故か強くなった。』オープニングテーマ。
12. Ups ＆ Downs - 2:39　
  - 2ndシングルのカップリング曲。